# Giuseppe G. Stasi
Giuseppe G. Stasi (Matera, 1986) è un regista e sceneggiatore italiano.

## Biografia
Insieme all'amico Giancarlo Fontana inizia la carriera sul web realizzando alcuni cortometraggi satirici tra il 2010 e il 2011 come «Inception Made in Italy» e «Il Processo Ruby» che riscuotono un buon successo sulla rete. Successivamente, sempre insieme a Fontana, realizza video satirici per i programmi televisivi Un due tre stella di Sabina Guzzanti (La7), NeriPoppins di Neri Marcorè (Rai3), e Gli Sgommati (SkyUno).
Il successo per questo giovane regista è avvenuto raccontando in chiave ironica le peripezie del Governo Berlusconi, è stato travolto dal cosiddetto “successo virale”, che nel 2011 ha permesso una collaborazione con Sky allo speciale Buon Compleanno Italia.
Nel 2014 è uscito il loro primo lungometraggio, Amore oggi, prodotto da Sky Cinema. Il primo film ufficiale per il cinema, diretto sempre in coppia con Giancarlo Fontana, è Metti la nonna in freezer del 2018, prodotto dalla Indigo Film. Nel 2019 dirigono il film Bentornato Presidente, sequel di Benvenuto Presidente! del 2013.
Tra il 2022 e il 2024 Fontana e Stasi sono i registi di The Bad Guy, serie di Prime Video che verrà trasmessa anche su Rai 2; Stasi recita un cameo nel quarto episodio della seconda stagione.

## Filmografia

### Regista
- Amore oggi (2014) - film TV
- Metti la nonna in freezer (2018)
- Bentornato Presidente (2019)

#### Televisione
- The Bad Guy (2022-2024)

### Sceneggiatura
- Amore oggi, regia di Giancarlo Fontana e Giuseppe Stasi (2014)
- Gli uomini d'oro, regia di Vincenzo Alfieri (2019)
- The Bad Guy, regia di Giancarlo Fontana e Giuseppe Stasi (2022)